# Kościół św. Antoniego z Padwy w Saül
Kościół pw. św. Antoniego Padewskiego w Saül – świątynia rzymskokatolicka w Saül, wiosce w południowej Gujanie Francuskiej, regionie i departamencie zamorskim Francji.
Wpisany na francuską narodową listę zabytków w 1993 roku jako "świadek czasów, w których Saül był najważniejszym ośrodkiem wydobycia złota na terenie Gujany Francuskiej"